# Бушпорн
Бушпо́рн (фр. Boucheporn) — коммуна во французском департаменте Мозель региона Лотарингия. Относится к кантону Булеи-Мозель.

## Географическое положение

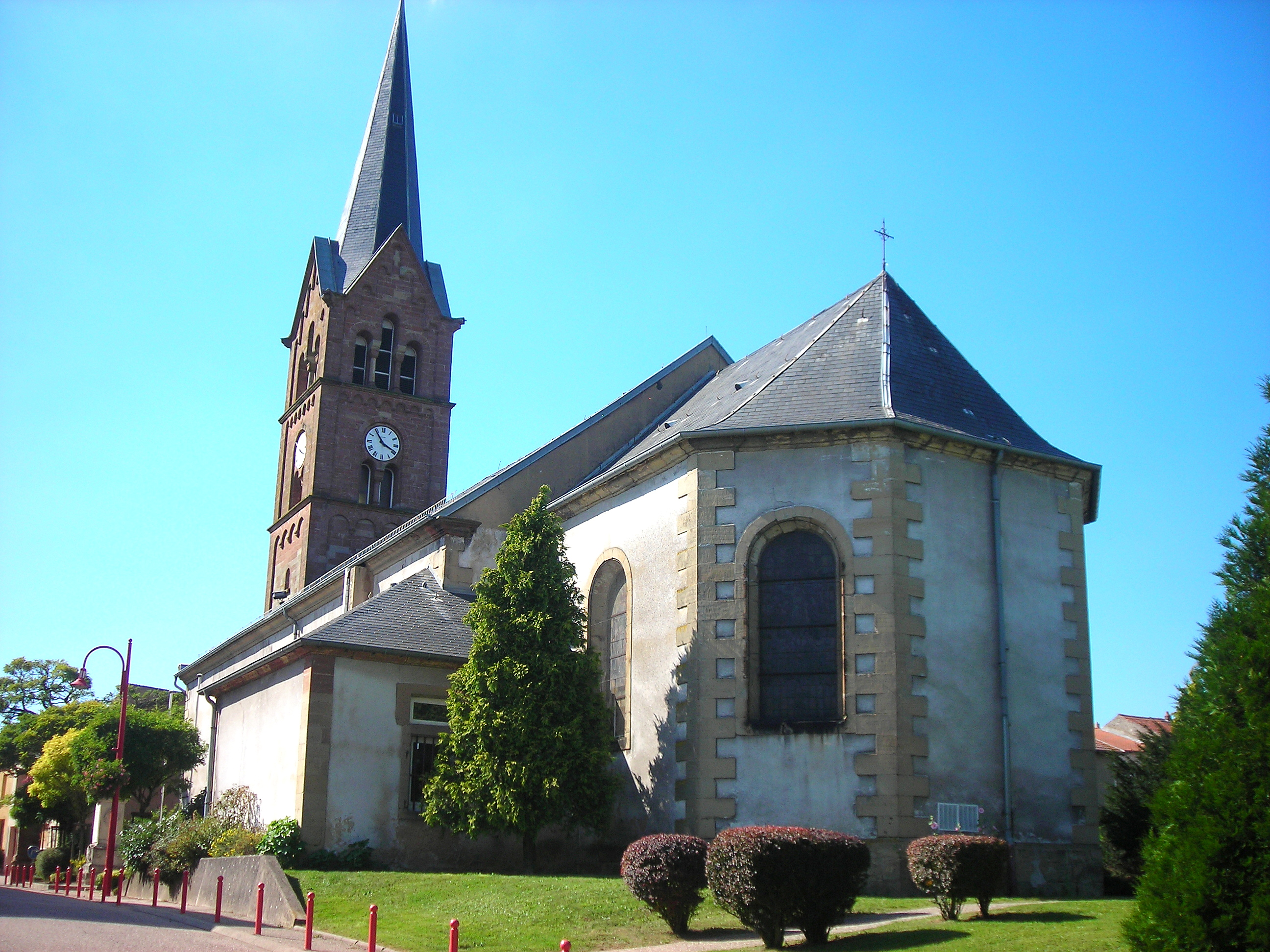
Бушпорн. Церковь Сен-Реми.

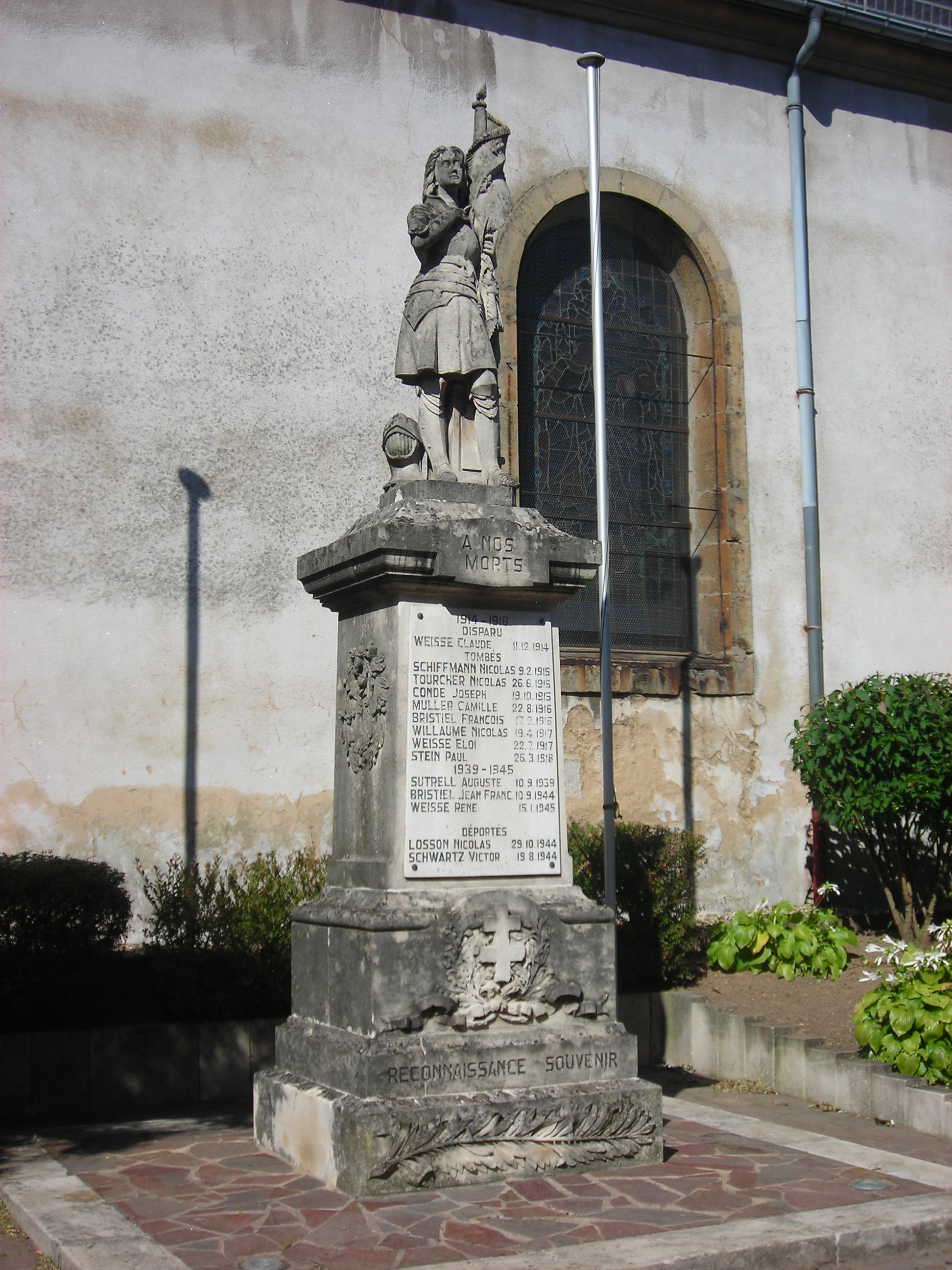
Бушпорн. Памятник павшим.

Бушпорн расположен в 32 км к востоку от Меца, в 9 км к юго-востоку от Булеи-Мозель и в 8 км к северо-западу от Сент-Авольд. Соседние коммуны: Бистан-ан-Лоррен на севере, Порселет на северо-востоке, Лонжевиль-ле-Сент-Авольд на юго-востоке, Зиммен на юго-западе, Обервис на северо-западе. 
Коммуна находится на краю лесного массива Варндт, здесь протекает Россель и расположен исток реки Бист.

## История
- Остатки древнеримской усадьбы. Здесь производилась черепица.
- Следы галло-романской культуры и древнеримского тракта.
- В 1871 году Бушпорн по франкфуртскому договору отошёл к Германской империи и получил германизированное название Buschborn. В 1918 году после поражения Германии в Первой мировой войне вновь вошёл в состав Франции в департамент Мозель.

## Демография
По переписи 1999 года в коммуне проживало 554 человека.

## Достопримечательности
- Церковь Сен-Реми в Бушпорне, сооружена в 1770 году, фасад 1846 года.